# Lymantria brunneoloma
Lymantria brunneoloma is een vlinder uit de familie van de spinneruilen (Erebidae), onderfamilie donsvlinders (Lymantriinae). De wetenschappelijke naam van de soort is voor het eerst geldig gepubliceerd in 2007 door Pogue & Schaefer.
Het mannetje heeft een voorvleugellengte van 23 tot 24 millimeter. De buitenrand van de vleugels is opvallend bruin. Het vrouwtje is niet beschreven.
De soort komt voor in Yunnan, China.